# غيل كيلي
غيل كيلي (بالإنجليزية: Gail Kelly)‏ هي رائدة أعمال أسترالية، ولدت في 25 أبريل 1956 في بريتوريا في جنوب أفريقيا.